# Кременчуцька загальноосвітня школа № 20
Кременчу́цька гімназія № 20 — заклад загальної середньої освіти № 20, який розташований у Кременчуці.

## Історія
У 1970-ті-1980-ті роки гімназія одна з перших в місті перейшла на профільне навчання з поглибленим вивченням хімії. Зараз гімназія працює за філологічним профілем.

## Сучасність
Перед другим семестром 2012–2013 навчального року до гімназії були переведені 7 класів гімназії № 14, яку було розформовано.

### Внутрішня діяльність
- У гімназії понад 15 років працює літературно-музична вітальня. Її мета — виховувати в учнів любов до прекрасного, розвивати їх творчі, артистичні, здібності, сприяти вихованню в гімназистів інтересу до творчості класиків світової літератури і музики[1].
- Більше десяти років працює клуб молодих вчителів «Планета молодих». На своїх засіданнях члени клубу проводять ділові ігри, диспути, психологічні практикуми, зустрічі з цікавими людьми[1].
- Для учнів молодших класів створено клуб «Маленькі ерудята»[1].
- Гімназія має давні традиції в сфері дитячої дипломатії. Ще у 1980-ті роки були налагоджені тісні стосунки та обмін делегаціями зі школою ім. Сокаларієвіча зі Свіштова (Болгарія). Сьогодні працює гімназійний центр дитячої дипломатії, який займається зв'язками з містами-побратимами Кременчука в інших країнах світу[1].
- Учні гімназії видають свою газету — «Двадцятка», на сторінках якої знаходять відображення події гімназійного життя, публікуються роботи гімназистів, різні цікавинки[1].
- У гімназії виходить радіогазета, чиї передачі, присвячені Другій світовій війні, Дню вигнання нацистів з Кременчука, виводу радянських військ із Афганістану, Ю. О. Гагаріну були відзначені на обласному ярмарку педтехнологій та конкурсі гімназійних радіогазет ім. В. Бойка, що проводився «Авто-Радіо», грамотами[1].